# SachsenTram NGT6DD
SachsanTram NGT6DD – całkowicie niskopodłogowy tramwaj, wyprodukowany przez konsorcjum SachsenTram, w którym znaczny udział miały zakłady DWA Bautzen, które później kupił Bombardier Transportation.

## Konstrukcja
Tramwaje NGT6DD to tramwaje w 100% niskopodłogowe, pięcioczłonowe, wyprodukowane w dwóch wersjach: jednokierunkowej oraz dwukierunkowej. Człony 2 i 4 są podwieszone, a człony 1 i 5 mają wózki napędne, natomiast człon środkowy (3) ma wózek toczny. Każdy wózek napędny ma po dwa silniki asynchroniczne prądu przemiennego o mocy 95 kW każdy. Do tramwaju jednokierunkowego można wejść przez cztery pary drzwi od skokowo-przesuwnych, każda para drzwi jest dwuskrzydłowa. W wersji dwukierunkowej drzwi są po obu stronach pojazdu. We wnętrzu zainstalowano siedzenia w układzie 2+1. Tramwaj może pomieścić 96 pasażerów na miejscach stojących oraz 88 na miejscach siedzących (wersja jednokierunkowa). Tramwaje w wersji dwukierunkowej mogą pomieścić 112 pasażerów na miejscach stojących oraz 72 na miejscach siedzących. Odmiana dwukierunkowa charakteryzuje się wyższą masą.

## Eksploatacja
Tramwaje NGT6DD produkowano w latach 1995–1998, łącznie wytworzono 60 tramwajów z czego 13 sztuk w wersji dwukierunkowej, a pozostałe 47 w wersji jednokierunkowej. Wszystkie tramwaje NGT6DD eksploatowane są w Dreźnie.